# Hexostoma dissimile
Hexostoma dissimile är en plattmaskart. Hexostoma dissimile ingår i släktet Hexostoma och familjen Hexostomatidae. Inga underarter finns listade i Catalogue of Life.